# Loxocythere kingi
Loxocythere kingi är en kräftdjursart som beskrevs av N. de B. Hornibrook 1952. Loxocythere kingi ingår i släktet Loxocythere och familjen Cytheridae. Inga underarter finns listade i Catalogue of Life.